# Grammy al millor àlbum de teatre musical
El premi Grammy al millor àlbum de teatre musical és un guardó presentat en els Premis Grammy, una cerimònia que va ser establida en el 1958 i en el seus orígens s'anomenava Premis Gramòfon per als àlbums de teatre musical que han realitzat gravacions de nova creació en, almenys, el 51% del temps d'aquestes. L'Acadèmia de Gravació defineix “nova creació” com a aquell material que ha estat gravat en els darrers cinc anys des de la data del concurs i mai abans.
El premi es va iniciar en la 2a edició amb el nom de Grammy a la millor àlbum original de repartiment (Broadway o televisió), l'any següent, en la 3a edició el premi es va anomenar Grammy al millor àlbum d'espectacle de Broadway. En la següent edició, la 4a edició el premi es va anomenar Grammy al millor àlbum d'especacle (Repartiment original) i, en el següent, la 5a edició, el guardó es va anomenar Grammy al millor àlbum d'espectacle de repartiment original.
Posteriorment, en la 7a edició, el premi es va rebatejar amb el nom de Grammy a la millor partitura d'un àlbum d'espectacle de repartiment original i es mantingué el nom fins a la 34a edició, any en la que es va anomenar al premi Grammy al millor àlbum d'espectacle musical. Finalment, en la 54a edició, el guardó es va passa a anomenar Grammy al millor àlbum de teatre musical fins a dia d'avui.

## Guardonats

### 1950s
| Any[I] | Guanyador(s)                  | Obra          | Nominats | Ref.        |
| ------ | ----------------------------- | ------------- | --- | ----------- |
| 1959   | Meredith Willson (compositor) | The Music Man | - Flower Drum Song – Richard Rodgers (compositor) - The Music from Peter Gunn – Henry Mancini (compositor) - Sound of Jazz, Seven Lively Arts – Count Basie, Billie Holiday and others - Victory at Sea, Vol. 2 – RCA Victor Symphony | [ 2 ] [ 3 ] |

### 1960s
| Any  | Guanyador(s)                                                                       | Obra                                             | Nominats | Ref.         |
| ---- | ---------------------------------------------------------------------------------- | ------------------------------------------------ | --- | ------------ |
| 1960 | Ethel Merman (artist) (TIE) Gwen Verdon (artist) (TIE)                             | Gypsy (TIE) Redhead (TIE)                        | - Ages of Man – John Gielgud (artist) - Once Upon a Mattress – Hal Hastings (director) - A Party with Betty Comden and Adolph Green – Betty Comden & Adolph Green (artist)                                                                                        | [ 2 ] [ 4 ]  |
| 1961 | Oscar Hammerstein II & Richard Rodgers (compositors)                               | The Sound of Music                               | - Bye Bye Birdie – Charles Strouse & Lee Adams (compositors) - Camelot – Alan Jay Lerner & Frederick Loewe (compositors) - Fiorello! – Jerry Bock & Sheldon Harnick (compositors) - The Unsinkable Molly Brown – Meredith Willson (compositor)                    | [ 2 ] [ 5 ]  |
| 1962 | Frank Loesser (compositor)                                                         | How to Succeed in Business Without Really Trying | - Carnival – Bob Merrill - Do Re Mi – Jule Styne, Betty Comden & Adolph Green (compositors) - Milk and Honey – Jerry Herman - Wildcat – Cy Coleman & Carolyn Leigh (compositors)                                                                                  | [ 2 ] [ 6 ]  |
| 1963 | Richard Rodgers (compositor)                                                       | No Strings                                       | - Beyond the Fringe – Dudley Moore (compositor) - A Funny Thing Happened on the Way to the Forum – Stephen Sondheim (compositor) - Oliver! – Lionel Bart (compositor) - Stop the World, I Want to Get Off – Leslie Bricusse, Anthony Newley (compositors)         | [ 2 ] [ 7 ]  |
| 1964 | Jerry Bock & Sheldon Harnick (compositors)                                         | She Loves Me                                     | - 110 in the Shade – Harvey Schmidt, Tom Jones (compositors) - Jennie – Arthur Schwartz, Howard Dietz (compositors) - Tovarich – Lee Pockriss, Anne Croswell (compositors)                                                                                        | [ 2 ] [ 8 ]  |
| 1965 | Bob Merrill & Jule Styne (compositors)                                             | Funny Girl                                       | - Fiddler on the Roof – Jerry Bock & Sheldon Harnick (compositors) - High Spirits – Hugh Martin & Timothy Gray (compositors) - Hello, Dolly! – Jerry Herman (compositor) - What Makes Sammy Run? – Ervin Drake (compositor)                                       | [ 2 ] [ 9 ]  |
| 1966 | Alan J. Lerner & Burton Lane (compositors)                                         | On a Clear Day You Can See Forever               | - Bajour – Walter Marks (compositor) - Baker Street – Marian Grudeff & Raymond Jessell (compositors) - Do I Hear a Waltz? – Richard Rodgers & Stephen Sondheim (compositors) - Half a Sixpence – David Heneker (compositor)                                       | [ 2 ] [ 10 ] |
| 1967 | Jerry Herman (compositor)                                                          | Mame                                             | - The Apple Tree – Jerry Bock & Sheldon Harnick (compositors) - Man of La Mancha – Mitch Leigh & Joe Darion (compositors) - Skyscraper – Jimmy Van Heusen & Sammy Cahn (compositors) - Sweet Charity – Cy Coleman & Dorothy Fields (compositors)                  | [ 2 ] [ 11 ] |
| 1968 | Fred Ebb & John Kander (compositors) · produït per Goddard Lieberson               | Cabaret                                          | - Hallelujah, Baby! – Jule Styne, Betty Comden & Adolph Green (compositors) - I Do! I Do! – Harvey Schmidt & Tom Jones (compositors) - Walking Happy – Sammy Cahn & Jimmy Van Heusen (compositors) - You're a Good Man, Charlie Brown – Clark Gesner (compositor) | [ 2 ] [ 12 ] |
| 1969 | Galt MacDermot, Gerome Ragni & James Rado (compositors) · produït per Andy Wiswell | Hair                                             | - George M! – George M. Cohan (compositor) - The Happy Time – Fred Ebb & John Kander (compositors) - Jacques Brel Is Alive and Well and Living in Paris – Jacques Brel (compositor) - Your Own Thing – Hal Hester & Danny Apolinar (compositors)                  | [ 2 ] [ 13 ] |

### 1970s
| Any  | Guanyador(s)                                                                                | Obra                          | Nominats | Ref.         |
| ---- | ------------------------------------------------------------------------------------------- | ----------------------------- | --- | ------------ |
| 1970 | Burt Bacharach & Hal David (compositors) · produït per Henry Jerome & Phil Ramone           | Promises, Promises            | - 1776 – Sherman Edwards (compositor) - Dames at Sea – George Haimsohn, Rubin Miller, Jim J. Wise (compositors) - Oh! Calcutta! – Robert Dennis, Stanley Walden, Peter Schickele (compositors) - Zorba – John Kander & Fred Ebb (compositors)                | [ 2 ] [ 14 ] |
| 1971 | Stephen Sondheim (compositor) · produït per Thomas Z. Shepard                               | Company                       | - Applause – Charles Strouse & Lee Adams (compositors) - Coco – Alan Jay Lerner & André Previn (compositors) - Joy – Oscar Brown, Jr., Jean Pace & Sivuca (compositors) - Purlie – Gary Geld & Peter Udell (compositors)                                     | [ 2 ] [ 15 ] |
| 1972 | Stephen Schwartz (compositor) · produït per Stephen Schwartz                                | Godspell                      | - Follies – Stephen Sondheim (compositor) - The Rothschilds – Jerry Bock & Sheldon Harnick (compositors) - Touch – Kenn Long & Jim Crozier (compositors) - Two by Two – Richard Rodgers & Martin Charnin (compositors)                                       | [ 2 ] [ 16 ] |
| 1973 | Micki Grant (compositor) · produït per Jerry Ragavoy                                        | Don't Bother Me, I Can't Cope | - Ain't Supposed to Die a Natural Death – Melvin Van Peebles (compositor) - Grease – Warren Casey & Jim Jacobs (compositors) - Sugar – Jule Styne & Bob Merrill (compositors) - Two Gentlemen of Verona – John Guare Galt MacDermot (compositors)            | [ 2 ] [ 17 ] |
| 1974 | Stephen Sondheim (compositor) · produït per Goddard Lieberson                               | A Little Night Music          | - Cyrano – Anthony Burgess & Michael J. Lewis (compositors) - The Man from the East – Stomu Yamashita (compositor) - Pippin – Stephen Schwartz (compositor) - Seesaw – Cy Coleman, Dorothy Fields (compositors)                                              | [ 2 ] [ 18 ] |
| 1975 | Judd Woldin & Robert Brittan (compositors) · produït per Thomas Z. Shepard                  | Raisin                        | - Let My People Come – Earl Wilson Jr. (compositors); Phil Oesterman (productor) - Over Here! – Richard M. Sherman & Robert B. Sherman (compositors) - The Magic Show – Stephen Schwartz (compositor) - The Rocky Horror Show – Richard O'Brien (compositor) | [ 2 ] [ 19 ] |
| 1976 | Charlie Smalls (compositor) · produït per Jerry Wexler                                      | The Wiz                       | - Chicago – John Kander & Fred Ebb (compositor) - A Chorus Line – Marvin Hamlisch (compositor) - Pacific Overtures – Stephen Sondheim (compositor) - Shenandoah – Gary Geld & Peter Udell (compositor)                                                       | [ 2 ] [ 20 ] |
| 1977 | Hugo Peretti & Luigi Creatore (productors)                                                  | Bubbling Brown Sugar          | - My Fair Lady - Pacific Overtures - Rex - Side by Side by Sondheim | [ 2 ] [ 21 ] |
| 1978 | Charles Strouse & Martin Charnin (compositors) · produït per Charles Strouse & Larry Morton | Annie                         | - Guys and Dolls - I Love My Wife – Cy Coleman, Michael Stewart (compositors) - Starting Here, Starting Now – Richard Maltby Jr., David Shire (compositors) - Your Arms Too Short to Box with God – Micki Grant, Alex Bradford (compositors)                 | [ 2 ] [ 22 ] |
| 1979 | Thomas Z. Shepard (productor)                                                               | Ain't Misbehavin'             | - Beatlemania - The Best Little Whorehouse in Texas - The King and I - On the Twentieth Century | [ 2 ] [ 23 ] |

### 1980s
| Any  | Guanyador(s) | Obra                                              | Nominats | Ref.         |
| ---- | --- | ------------------------------------------------- | --- | ------------ |
| 1980 | Stephen Sondheim (compositor & lletrista) · produït per Thomas Z. Shepard                                                 | Sweeney Todd: The Demon Barber of Fleet Street    | - Ballroom - The Grand Tour - I'm Getting My Act Together and Taking It on the Road - They're Playing Our Song         | [ 2 ] [ 24 ] |
| 1981 | Andrew Lloyd Webber (compositor) & Tim Rice (lletrista) · produït per Andrew Lloyd Webber & Tim Rice                      | Evita: Premier American Recording                 | - Barnum - A Day in Hollywood / A Night in the Ukraine - Oklahoma! - One Mo' Time                                      | [ 2 ] [ 25 ] |
| 1982 | Quincy Jones (productor)                                                                                                  | Lena Horne: The Lady and Her Music                | - 42nd Street - The Pirates of Penzance - Sophisticated Ladies - Woman of the Year                                     | [ 2 ] [ 25 ] |
| 1983 | Henry Krieger (compositor) & Tom Eyen (lletrista) · produït per David Foster                                              | Dreamgirls: Original Broadway Cast Album          | - Cats (Repartiment original de Londres) - Joseph and the Amazing Technicolor Dreamcoat - Merrily We Roll Along - Nine | [ 2 ] [ 25 ] |
| 1984 | Andrew Lloyd Webber (productor)                                                                                           | Cats: Complete Original Broadway Cast Recording   | - La Cage aux Folles - Little Shop of Horrors - On Your Toes - Zorba                                                   | [ 2 ] [ 25 ] |
| 1985 | Stephen Sondheim (compositor & lletrista) · produït per Thomas Z. Shepard                                                 | Sunday in the Park with George                    | - Doonesbury - My One and Only - A Stephen Sondheim Evening - Sugar Babies                                             | [ 2 ] [ 25 ] |
| 1986 | John McClure (productor)                                                                                                  | West Side Story                                   | - Big River: The Adventures of Huckleberry Finn - Leader of the Pack - The Tap Dance Kid - Very Warm for May           | [ 2 ] [ 25 ] |
| 1987 | Thomas Z. Shepard (productor)                                                                                             | Follies in Concert                                | - Me and My Girl - The Mystery of Edwin Drood - Song and Dance - Sweet Charity                                         | [ 2 ] [ 25 ] |
| 1988 | Claude-Michel Schönberg (compositor) · lletres de Herbert Kretzmer; · produït per Alain Boublil & Claude-Michel Schönberg | Les Misérables (Repartiment original de Broadway) | - Me and My Girl - My Fair Lady - The Phantom of the Opera - South Pacific                                             | [ 2 ] [ 26 ] |
| 1989 | Stephen Sondheim (compositor & lletrista) · produït per Jay David Saks                                                    | Into the Woods                                    | - Anything Goes - Chess - Of Thee I Sing/Let 'Em Eat Cake - Show Boat                                                  | [ 2 ] [ 25 ] |

### 1990s
| Any  | Guanyador(s)                                                                                               | Obra                                                              | Nominats | Ref.         |
| ---- | --- | ----------------------------------------------------------------- | --- | ------------ |
| 1990 | Jay David Saks (productor)                                                                                 | Jerome Robbins' Broadway                                          | - Aspects of Love - Broadway the Hard Way – Frank Zappa (productor) - Sarafina! - Pacific Overtures | [ 2 ] [ 25 ] |
| 1991 | David Caddick (productor)                                                                                  | Les Misérables: The Complete Symphonic Recording                  | - Anything Goes - Black and Blue - City of Angels - Gypsy | [ 2 ] [ 25 ] |
| 1992 | Cy Coleman (compositor) · lletres de Adolph Green & Betty Comden; · produït per Cy Coleman & Mike Berniker | The Will Rogers Follies                                           | - Assassins - Into the Woods - Kiss Me, Kate - The Music Man | [ 2 ] [ 25 ] |
| 1993 | Jay David Saks (productor)                                                                                 | Guys and Dolls (L'enregistrament del nou repartiment de Broadway) | - Crazy for You - Jelly's Last Jam - The King and I - The Secret Garden | [ 2 ] [ 25 ] |
| 1994 | Pete Townshend (compositor & lletrista) · produït per George Martin                                        | The Who's Tommy                                                   | - On the Town - Joseph and the Amazing Technicolor Dreamcoat - Kiss of the Spider Woman - Sondheim: A Celebration at Carnegie Hall | [ 2 ] [ 25 ] |
| 1995 | Stephen Sondheim (compositor & lletrista) · produït per Phil Ramone                                        | Passion                                                           | - Beauty and the Beast - Carousel - Crazy for You - Sunset Boulevard | [ 2 ] [ 25 ] |
| 1996 | Arif Mardin, Jerry Leiber & Mike Stoller (productors)                                                      | Smokey Joe's Cafe: The Songs Of Leiber And Stoller                | - Anyone Can Whistle: Live at Carnegie Hall - Hello, Dolly! - How to Succeed in Business Without Really Trying - Kiss of the Spider Woman | [ 2 ] [ 25 ] |
| 1997 | Bill Whelan (compositor & lletrista) · produït per Bill Whelan                                             | Riverdance                                                        | - Bring in 'da Noise, Bring in 'da Funk - A Funny Thing Happened on the Way to the Forum (Repartiment de Broadway 1996) - Rent - Victor/Victoria | [ 2 ] [ 25 ] |
| 1998 | Jay David Saks (productor)                                                                                 | Chicago: The Musical (1996 Repartiment del revival de Broadway)   | - Jekyll and Hyde – Karl Richardson & Frank Wildhorn (productors) - The Life – Cy Coleman (compositor); Ira Gasman (lletrista); Mike Berniker & Cy Coleman (productors) - Songs from Ragtime: The Musical (1996 Concept Album) – Stephen Flaherty (compositor); Lynn Ahrens (lletrista); Jay David Saks (productor) - Titanic – Maury Yeston (compositor & lletrista); Tommy Krasker & Maury Yeston (productors) | [ 2 ] [ 27 ] |
| 1999 | Mark Mancina (productor)                                                                                   | The Lion King                                                     | - Cabaret (Nou repartiment de Broadway) – Jay David Saks (productor) - Chicago: The Musical (Repartiment de Londres 1998) – Thomas Z. Shepard (productor) - Ragtime (Repartiment original de Broadway 1998) – Jay David Saks (productor) - The Wizard of Oz (Enregistrament del repartiment de 1998) – Robert Sher (productor)                                                                                   | [ 2 ] [ 28 ] |

### 2000s
| Any  | Guanyador(s) | Obra                                                 | Nominats | Ref.         |
| ---- | --- | ---------------------------------------------------- | --- | ------------ |
| 2000 | John McDaniel & Stephen Ferrera (productors) | Annie Get Your Gun (The New Repartiment de Broadway) | - Footloose – Tommy Krasker & Tom Snow (productors) - Fosse – Jay David Saks (productor) - Hedwig and the Angry Inch (Repartiment original) – Stephen Trask (compositor & lletrista); Brad Wood (productor) - You're a Good Man, Charlie Brown (El nou repartiment de Broadway) – Andrew Lippa (productor) | [ 2 ] [ 29 ] |
| 2001 | Elton John (compositor) · lletres de Tim Rice; · produït per Chris Montan, Frank Filipetti, Guy Babylon & Paul Bogaev; · mesclat per Frank Filipetti                                           | Elton John and Tim Rice's Aida                       | - Kiss Me, Kate (Nou repartiment de Broadway) – Hugh Fordin, Paul Gemignani & Don Sebesky (productors) - The Music Man (Nou repartiment de Broadway) – Hugh Fordin (productor) - Swing! – Steven Epstein (productor) - The Wild Party – John LaChiusa (compositor & lletrista); Phil Ramone (productor) | [ 2 ] [ 30 ] |
| 2002 | Mel Brooks (compositor & lletrista) · produït per Hugh Fordin; · mesclat per Cynthia Daniels                                                                                                   | The Producers                                        | - The Full Monty: The Broadway Musical – David Yazbek (compositor & lletrista); Billy Straus, David Yazbek & Ted Sperling (productors) - Mamma Mia! The Musical – Benny Andersson & Björn Ulvaeus (compositors & lletristes); Nicholas Gilpin & Martin Koch (productors) - Seussical the Musical – Stephen Flaherty (compositor); Lynn Aherns & Dr. Seuss (lletristes); Phil Ramone (productors) - Sweeney Todd: Live at the New York Philharmonic – Stephen Sondheim (compositor & lletrista); Tommy Krasker & Lawrence L. Rock (productors) | [ 2 ] [ 31 ] |
| 2003 | Marc Shaiman (compositor) · lletres de Marc Shaiman & Scott Wittman; · produït per Marc Shaiman; · mesclat per Pete Karam                                                                      | Hairspray                                            | - Elaine Stritch at Liberty – Hugh Fordin (productor) - Guys and Dolls (50th Anniversary Cast) – Hugh Fordin (productor) - Into the Woods (Repartiment del revival de Broadway 2002) – Steven Epstein (productor) - Thoroughly Modern Millie – Jeanine Tesori (compositor); Dick Scanlan (lletrista); Jay David Saks (productor) | [ 2 ] [ 32 ] |
| 2004 | Jay David Saks (productor) · mesclat per Ken Hahn, Todd Whitelock & Tom Lazarus | Gypsy: A Musical Fable                               | - Flower Drum Song - Man of La Mancha - Movin' Out - Nine | [ 2 ]        |
| 2005 | Stephen Schwartz (compositor & lletrista) · produït per Stephen Schwartz; · mesclat per Frank Filipetti                                                                                        | Wicked                                               | - Assassins - Avenue Q: The Musical - The Boy From Oz - Wonderful Town | [ 2 ]        |
| 2006 | Eric Idle & John Du Prez (compositors) · lletres de Eric Idle; · produït per Eric Idle & John Du Prez; · mesclat per Frank Filipetti                                                           | Monty Python's Spamalot                              | - Dirty Rotten Scoundrels - Hair - The Light In The Piazza - The 25th Annual Putnam County Spelling Bee | [ 2 ]        |
| 2007 | Robert Gaudio (productor); · mesclat per Pete Karam | Jersey Boys                                          | - The Color Purple - The Drowsy Chaperone - The Pajama Game - Sweeney Todd | [ 2 ]        |
| 2008 | Duncan Sheik (compositor) · lletres de Steven Sater; · produït per Duncan Sheik; · mesclat per Michael Tudor                                                                                   | Spring Awakening                                     | - A Chorus Line - Company - Grey Gardens - West Side Story | [ 2 ] [ 33 ] |
| 2009 | Lin-Manuel Miranda (compositor & lletrista) · produït per Alex Lacamoire, Andres Levin, Bill Sherman, Joel W. Moss, Kurt Deutsch & Lin-Manuel Miranda; · mesclat per Joel W. Moss & Tim Latham | In the Heights                                       | - Gypsy - The Little Mermaid - South Pacific - Young Frankenstein: The Musical | [ 2 ] [ 34 ] |

### 2010s
| Any  | Guanyador(s) | Obra                                                    | Nominats | Ref.                |
| ---- | --- | ------------------------------------------------------- | --- | ------------------- |
| 2010 | David Caddick & David Lai (productor) · engineered/mixed by Todd Whitelock | West Side Story (New Repartiment de Broadway Recording) | - Ain't Misbehavin' - Hair - 9 To 5: The Musical - Shrek The Musical | [ 2 ] [ 35 ]        |
| 2011 | Billie Joe Armstrong (productor) · engineered/mixed by Chris Dugan & Chris Lord-Alge | American Idiot (featuring Green Day)                    | - Fela! – Robert Sher (productor) - A Little Night Music – Tommy Krasker (productor) - Promises, Promises – David Caddick & David Lai (productors) - Sondheim on Sondheim – Philip Chaffin & Tommy Krasker (productors) | [ 2 ] [ 36 ] [ 37 ] |
| 2012 | Andrew Rannells & Josh Gad (artists) · música i lletres de Matt Stone, Robert Lopez & Trey Parker; · produït per Anne Garefino, Matt Stone, Robert Lopez, Scott Rudin, Stephen Oremus & Trey Parker; · engineered/mixed by Frank Filipetti | The Book of Mormon                                      | - Anything Goes (Nou Repartiment de Broadway) – Sutton Foster & Joel Grey (solistes principals); Rob Fisher, James Lowe & Joel Moss (productors) - How to Succeed in Business Without Really Trying (2011 Repartiment de Broadway) – John Larroquette & Daniel Radcliffe (solistes principals); Robert Sher (productor) | [ 2 ] [ 38 ]        |
| 2013 | Steve Kazee & Cristin Milioti (solistes principals) · produït per Steven Epstein & Martin Lowe; · engineered/mixed by Richard King | Once: A New Musical                                     | - Follies – Danny Burstein, Jan Maxwell, Elaine Paige, Bernadette Peters & Ron Raines (solistes principals); Philip Chaffin & Tommy Krasker (productors) - The Gershwins' Porgy & Bess – David Alan Grier, Norm Lewis & Audra McDonald (solistes principals); Tommy Krasker (productor) - Newsies – Jeremy Jordan & Kara Lindsay (solistes principals; Frank Filipetti, Michael Kosarin, Alan Menken & Chris Montan (productors) - Nice Work If You Can Get It – Matthew Broderick & Kelli O'Hara (solistes principals); David Chase, Bill Elliott & Robert Sher (productors) | [ 2 ] [ 39 ]        |
| 2014 | Billy Porter & Stark Sands (solistes principals) · música i lletres de Cyndi Lauper; · produït per Sammy James, Jr., Cyndi Lauper, Stephen Oremus & William Wittman; · engineered/mixed by Derik Lee & William Wittman | Kinky Boots                                             | - Matilda: The Musical – Bertie Carvel, Sophia Gennusa, Oona Laurence, Bailey Ryon, Milly Shapiro & Lauren Ward (solistes principals); Tim Minchin (compositor & lyricist); Michael Croiter, Van Dean & Chris Nightingale (productors) - Motown: The Musical – Brandon Victor Dixon & Valisia Lakae (solistes principals); Frank Filipetti & Ethan Popp (productors) | [ 2 ] [ 40 ]        |
| 2015 | Jessie Mueller (solista principal) · produït per Jason Howland, Steve Sidwell & Billy Jay Stein | Beautiful: The Carole King Musical                      | - Aladdin – James Monroe Iglehart, Adam Jacobs & Courtney Reed (solistes principals); Frank Filipetti, Michael Kosarin, Alan Menken & Chris Montan (productors) - A Gentleman's Guide to Love & Murder – Jefferson Mays & Bryce Pinkham (solistes principals); Kurt Deutsch & Joel W. Moss, (productors); Steven Lutvak (compositor/lletrista); Robert L. Freedman (lletrista) - Hedwig and the Angry Inch – Lena Hall & Neil Patrick Harris (solistes principals); Justin Craig, Tim O'Heir & Stephen Trask (productors) - West Side Story – Cheyenne Jackson & Alexandra Silber (solistes principals); Michael Tilson Thomas & Jack Vad (productors) | [ 2 ]               |
| 2016 | Daveed Diggs, Renée Elise Goldsberry, Jonathan Groff, Christopher Jackson, Jasmine Cephas Jones, Lin-Manuel Miranda, Leslie Odom Jr., Okieriete Onaodowan, Anthony Ramos & Phillipa Soo (solistes principals) · música i lletres de Lin-Manuel Miranda · produït per Alex Lacamoire, Lin-Manuel Miranda, Bill Sherman, Ahmir Thompson & Tarik Trotter | Hamilton                                                | - An American in Paris – Leanne Cope, Max von Essen, Robert Fairchild, Jill Paice & Brandon Uranowitz (solistes principals); Rob Fisher & Scott Lehrer (productors) - Fun Home – Michael Cerveris, Judy Kuhn, Sydney Lucas, Beth Malone & Emily Skeggs (solistes principals); Philip Chaffin & Tommy Krasker (productors) - The King and I – Ruthie Ann Miles, Kelli O'Hara, Ashley Park, Conrad Ricamora & Ken Watanabe (solistes principals); David Lai & Ted Sperling (productors) - Something Rotten! – Heidi Blickenstaff, Christian Borle, John Cariani, Brian d'Arcy James, Brad Oscar & Kate Reinders (solistes principals); Kurt Deutsch, Karey Kirkpatrick, Wayne Kirkpatrick, Lawrence Manchester, Kevin McCollum & Phil Reno (productors); Karey Kirkpatrick & Wayne Kirkpatrick (compositors/lletristes) |                     |
| 2017 | Danielle Brooks, Cynthia Erivo & Jennifer Hudson (solistes principals) · produït per Stephen Bray, Van Dean, Frank Filipetti, Roy Furman, Scott Sanders & Jhett Tolentino | The Color Purple (Repartiment de Broadway 2015)         | - Bright Star (Repartiment original de Broadway) – Carmen Cusack (solista principal); Jay Alix, Peter Asher & Una Jackman (productors); Steve Martin (compositor); Edie Brickell (compositor & lyricist) - Fiddler on the Roof (Repartiment de Broadway 2016) – Danny Burstein (solista principal); Louise Gund, David Lai & Ted Sperling (productors) - Kinky Boots (Original West End Cast) – Killian Donnelly & Matt Henry (solistes principals); Sammy James, Jr., Cyndi Lauper, Stephen Oremus & William Wittman (productors) - Waitress (Repartiment original de Broadway) – Jessie Mueller (solista principal); Neal Avron, Sara Bareilles & Nadia DiGiallonardo (productors); Sara Bareilles (compositor & lyricist) | [ 41 ] [ 42 ]       |
| 2018 | Laura Dreyfuss, Mike Faist, Rachel Bay Jones, Kristolyn Lloyd, Michael Park, Ben Platt, Will Roland & Jennifer Laura Thompson (solistes principals) · música i lletres de Benj Pasek i Justin Paul · produït per Pete Ganbarg, Alex Lacamoire, Stacey Mindich, Benj Pasek and Justin Paul                                                             | Dear Evan Hansen (Repartiment original de Broadway)     | - Come from Away (Repartiment original de Broadway) – Ian Eisendrath, August Eriksmoen, David Hein, David Lai & Irene Sankoff, (productors); David Hein & Irene Sankoff (compositors/lletristes) - Hello, Dolly! (2017 Repartiment de Broadway) – Bette Midler (solista principal); Steven Epstein (productor) | [ 43 ]              |
| 2019 | Etai Benson, Adam Kantor, Katrina Lenk & Ari'el Stachel (solistes principals) · música i lletres de David Yazbek · produït per Dean Sharenow and David Yazbek | The Band's Visit (Repartiment original de Broadway)     | - Carousel (Repartiment de Broadway 2018) – Renée Fleming, Alexander Gemignani, Joshua Henry, Lindsay Mendez & Jessie Mueller (solistes principals); Steven Epstein (productor) - Jesus Christ Superstar Live in Concert (Original Soundtrack of the NBC Television Event) – Sara Bareilles, Alice Cooper, Ben Daniels, Brandon Victor Dixon, Erik Grönwall, Jin Ha, John Legend, Norm Lewis & Jason Tam (solistes principals); Harvey Mason Jr. (productor) - My Fair Lady (Repartiment de Broadway 2018) – Lauren Ambrose, Norbert Leo Butz & Harry Hadden-Paton (solistes principals); Andre Bishop, Van Dean, Hattie K. Jutagir, David Lai, Adam Siegel & Ted Sperling (productors) - Once on This Island (Repartiment de Broadway 2017) – Phillip Boykin, Merle Dandridge, Quentin Earl Darrington, Hailey Kilgore, Kenita R. Miller, Alex Newell, Isaac Cole Powell & Lea Salonga (solistes principals); Lynn Ahrens, Hunter Arnold, Ken Davenport, Stephen Flaherty & Elliot Scheiner (productors) | [ 44 ]              |

### 2020s
| Any  | Guanyador(s) | Obra                                                  | Nominats | Ref.   |
| ---- | --- | ----------------------------------------------------- | --- | ------ |
| 2020 | Reeve Carney, André De Shields, Amber Gray, Eva Noblezada & Patrick Page (solistes principals) · música i lletres de Anaïs Mitchell · produït per Mara Isaacs, David Lai, Anaïs Mitchell & Todd Sickafoose | Hadestown (Repartiment original de Broadway)          | - Ain't Too Proud: The Life And Times Of The Temptations (Repartiment original de Broadway) – Saint Aubyn, Derrick Baskin, James Harkness, Jawan M. Jackson, Jeremy Pope & Ephraim Sykes (solistes principals); Scott M. Riesett (productor) - Moulin Rouge! The Musical (Repartiment original de Broadway) – Danny Burstein, Tam Mutu, Sahr Ngaujah, Karen Olivo & Aaron Tveit (solistes principals); Justin Levine, Baz Luhrmann, Matt Stine & Alex Timbers (productors) - The Music Of Harry Potter And The Cursed Child - In Four Contemporary Suites – Imogen Heap (productor); Imogen Heap (compositor) - Oklahoma! (2019 Broadway Cast) – Damon Daunno, Rebecca Naomi Jones, Ali Stroker, Mary Testa & Patrick Vaill (solistes principals); Daniel Kluger & Dean Sharenow (productors) | [ 45 ] |
| 2021 | Kathryn Gallagher, Celia Rose Gooding, Lauren Patten & Elizabeth Stanley (solistes principals); Neal Avron, Pete Ganbarg, Tom Kitt, Michael Parker, Craig Rosen & Vivek J. Tiwary (productors)             | Jagged Little Pill (Repartiment original de Broadway) | - Amélie (Repartiment original de Londres) – Audrey Brisson, Chris Jared, Caolan McCarthy & Jez Unwin (solistes principals); Michael Fentiman, Sean Patrick Flahaven, Barnaby Race & Nathan Tysen (productors); Nathan Tysen (lletrista); Daniel Messé (compositor/lletrista) - American Utopia on Broadway – David Byrne (principal soloist/producer) - Little Shop of Horrors (The New Off-Broadway Cast) – Tammy Blanchard, Jonathan Groff & Tom Alan Robbins (solistes principals); Will Van Dyke, Michael Mayer, Alan Menken & Frank Wolf (productors) - The Prince of Egypt (Repartiment original) – Christine Allado, Luke Brady, Alexia Khadime & Liam Tamne (solistes principals); Dominick Amendum & Stephen Schwartz (productors); Stephen Schwartz (compositor/lletrista) - Soft Power (Repartiment original) – Francis Jue, Austin Ku, Alyse Alan Louis & Conrad Ricamora (solistes principals); Matt Stine (productor); David Henry Hwang (lletrista); Jeanine Tesori (compositor/lletrista) | [ 46 ] |
| 2022 | A anunciar | A anunciar                                            | - The Unofficial Bridgerton Musical – Emily Bear (productora); Abigail Barlow & Emily Bear (compositora i lletrista) (Barlow and Bear) | [ 47 ] |